# Ciutadans de Pego - Independents
Ciutadans de Pego - Independents (CdP - I) és un partit polític d'àmbit municipal fundat a Pego, a la Marina Alta, i presidit per Joan Rafel Moratal i Sendra.
El partit és una escissió del Partit Popular de Pego, després de les discussions internes per l'anterior alcalde de la població, Carlos Pascual i Sastre, entre els seus defensors i els seus detractors. Des de 2013 forma part del partit d'àmbit autonòmic Demòcrates Valencians, del que Carmel Ortolà n'és coordinador general. Actualment, compten amb un regidor a l'Ajuntament de Pego després d'obtenir un total de 359 vots en les eleccions municipals de 2019.